# Vermicino
Vermicino è una frazione condivisa tra i comuni di Roma Capitale (zona "O" 37), nella zona Z. XVII Torre Gaia, e il comune di Frascati.

## Geografia fisica

### Territorio
Sorge al sedicesimo chilometro di via Tuscolana, all'incrocio a nord con via di Vermicino (Roma) e a sud con via della Mola Cavona (Frascati).

## Storia

### Origini del nome
Vermicino deve il suo nome ad un evento accaduto nel 1183, quando durante la battaglia di Prata Porci le truppe dell'arcivescovo Cristiano di Magonza, giunsero in soccorso dei Conti di Tuscolo, assediati dai Romani. Le truppe dell'arcivescovo morirono dopo aver bevuto l'acqua della fonte avvelenata dagli assedianti, secondo questa versione "vermicina" starebbe, dunque, per velenosa.

### Nome degli abitanti
L'appellativo Vermigli per gli abitanti di Vermicino fu dato in epoca fascista dal podestà di Frascati, Corrado Bellomia.

### L'incidente di Vermicino
Vermicino è tristemente diventata nota per la tragica vicenda di Alfredino Rampi, un bambino di 6 anni che il 10 giugno 1981 precipitò dentro un pozzo artesiano di 60 metri di profondità; l'evento è conosciuto come "incidente di Vermicino" anche se in realtà ebbe luogo nella vicina località Selvotta nel comune di Frascati. Alfredino morì il 13 giugno dopo una lunga serie di inutili tentativi di salvataggio; l'imponente sforzo dei soccorsi fu il primo avvenimento di questo genere ad essere trasmesso in Italia in diretta televisiva a reti unificate, venendo seguito con apprensione in tutta la nazione.

## Monumenti e luoghi d'interesse

### Architetture religiose
- Chiesa dei Sacri Cuori di Gesù e Maria, su via Tuscolana (Frascati).

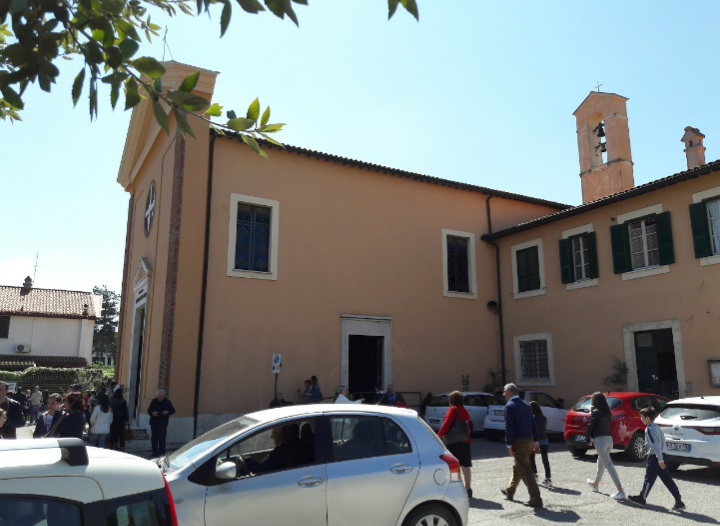

### Architetture civili
Il Fontanone di Vermicino
All'incrocio di via Tuscolana Vecchia con via della Mola Cavona, nel comune di Frascati, si trova la fontana di Vermicino, nota anche come "Fontanone", fatta costruire nel 1731 da papa Clemente XII e disegnata da Luigi Vanvitelli.

Per secoli questa fontana fu una tappa costante per i viandanti che si muovevano tra Roma e Frascati e questa fontana, che si trovava in mezzo alla campagna, era uno dei maggiori luoghi di sosta e ristoro presenti lungo la Tuscolana.
Villaggio Belga

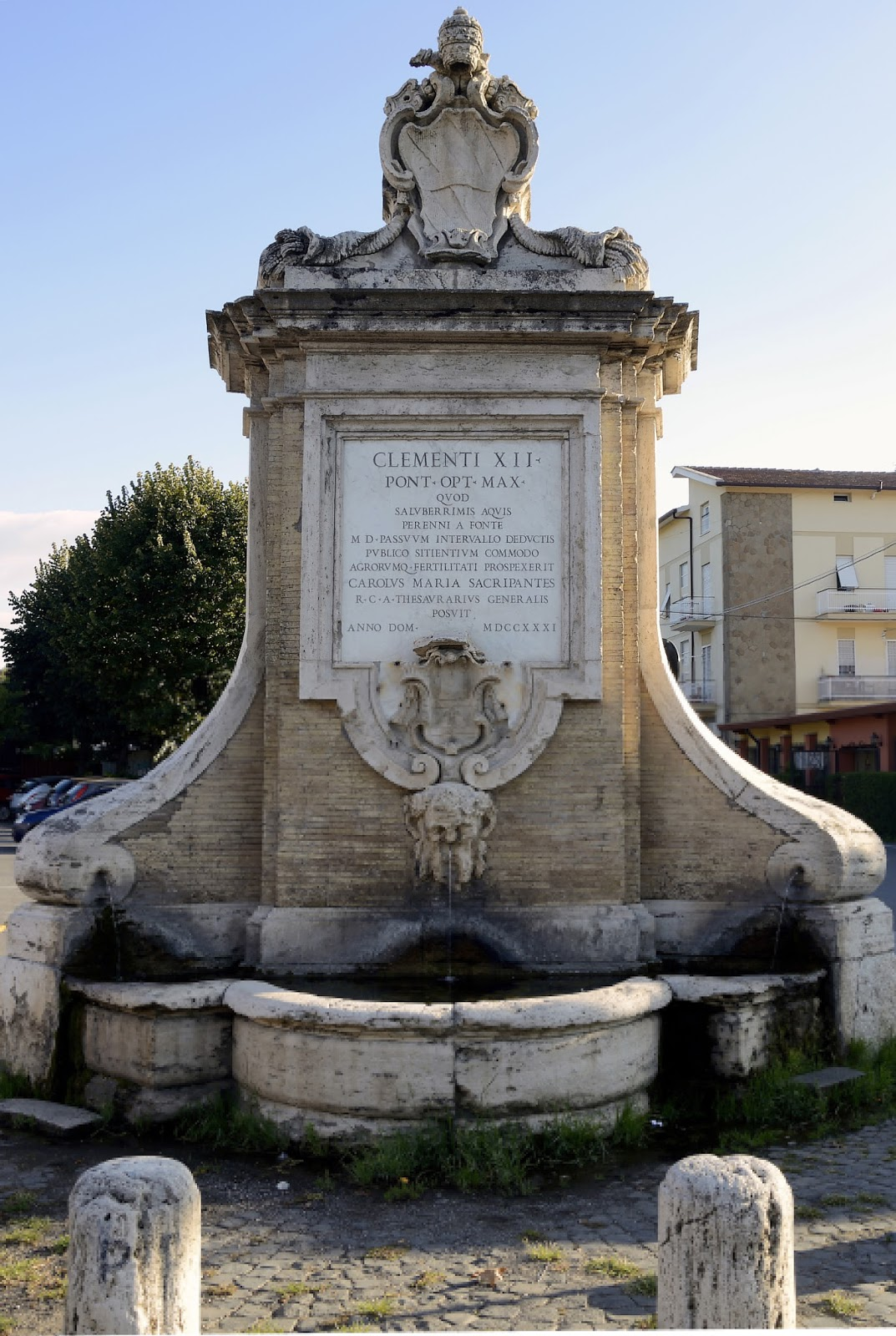

Quartiere che sorge al sedicesimo chilometro della Tuscolana, nel comune di Frascati nato nel 1958, conosciuto per il suo caratteristico stile architettonico, fondato dal Cardinale Clemente Micara ed un industriale Belga, Louis-Jean Empain. Ospita la Chiesa dei Sacri Cuori di Gesù e Maria.
Torrione di Micara

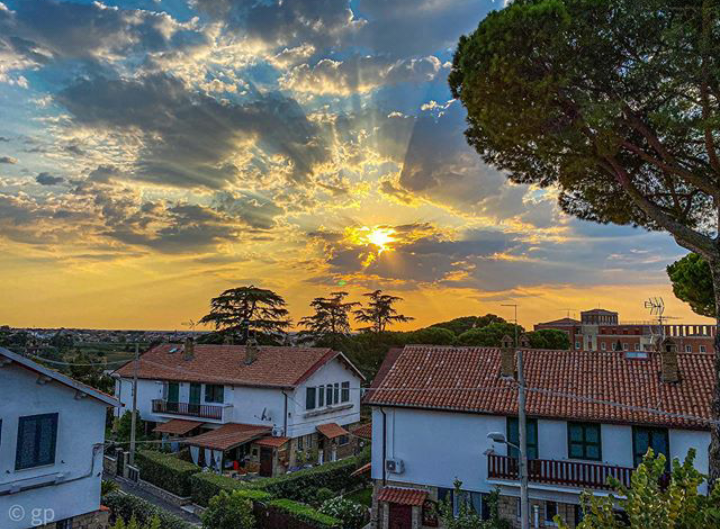

Villa risalente al 1876, si trova su via di Salè. È una grande villa con ampi spazi interni, in controtendenza con le altre ville romane, che avevano spazi interni ristretti e ampi giardini: nei secoli successivi venne trasformata in monastero poi fortificato tra il XII e XIII secolo e nelle epoche a seguire possedimento delle più importanti casate nobiliari succedutesi nel controllo del territorio, fino al XIX secolo in cui la villa venne adibita a residenza privata fino ai nostri giorni. Viene chiamata anche "tomba di Lucullo"

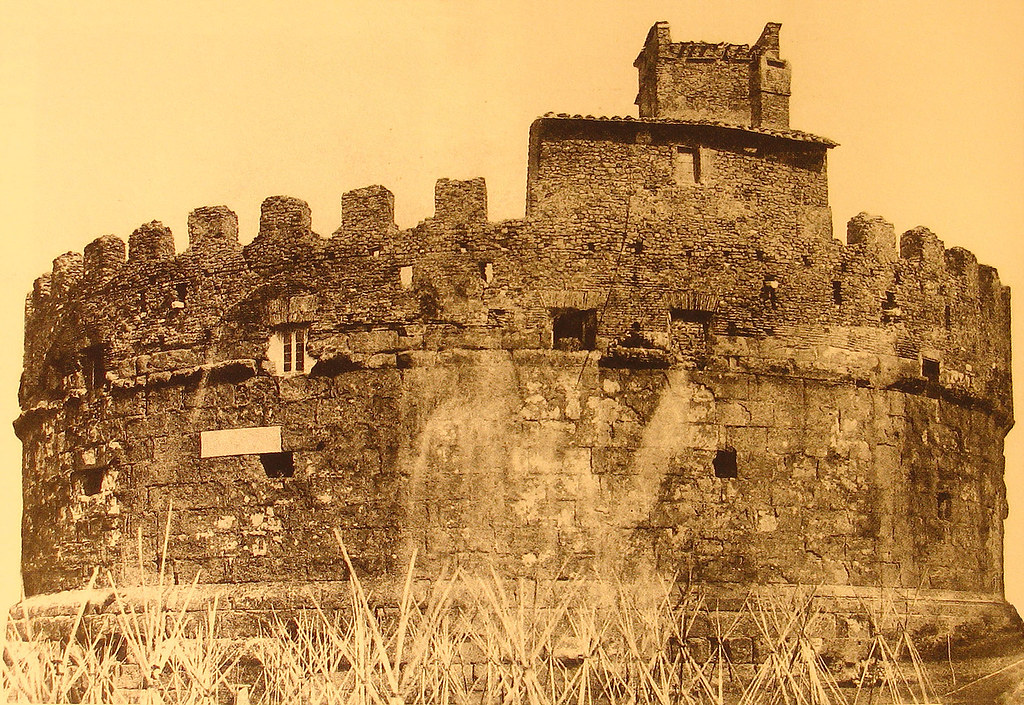

## Ricerca scientifica
A nord di Vermicino, nella zona di Grotte Portella, su via del Fosso del Cavaliere 41.839248°N 12.647176°E, si trovano alcuni laboratori scientifici del CNR e dell'INAF, mentre su via Enrico Fermi si trovano le sedi dell'ESA-ESRIN, dei Laboratori nazionali di Frascati dell'INFN e dell'ENEA.

## Amministrazione
L'area a sud di via Tuscolana, ricade nel territorio del comune di Frascati, mentre l'area a nord a ridosso di Via di Vermicino è di competenza del Municipio Roma VII di Roma capitale

## Infrastrutture e trasporti
Dal 1940, fino al 1960, anno in cui fu demolita, era presente a Vermicino, a valle della via Tuscolana poco prima dell'incrocio tra via Valle di Vermicino e via Prato della Corte la stazione Valle Vermiglia.
La stazione di Valle Vermiglia, di cui non restano più tracce, era posta sulla tratta ferroviaria Roma-Frascati, era una fermata collocata in piena campagna, tra le vigne di Vermicino, presumibilmente utilizzata da lavoratori del settore vitivinicolo e molto probabilmente come scalo merci, soprattutto uva e vino per rifornire la vicina Capitale.
Ad oggi Vermicino è attraversata dalla Roma-Frascati e dalla Roma-Napoli, entrambe passanti sotto i ponti di via Tuscolana.
Su via Enrico Fermi, dal 1º maggio 2000 è presente la stazione di Tor Vergata, chiamata così perché serve, oltre a Frascati, il quartiere di Tor Vergata.

## Sport
Nella zona Enrico Fermi, a nord di Vermicino è presente il Palazzetto dello Sport di Frascati.
Nella zona di Spinoretico, tra via del Fontanile Tuscolano e via di Vermicino, è presente lo stadio da Rugby "Andrea Grossi", precedentemente beneficiato per le attività calcistiche dell'Atletico Vermicino ed attualmente usato dalla squadra di Rugby del Rugby Frascati Union
Dal 1921, annualmente si tiene la cronoscalata Vermicino-Rocca di Papa, una gara automobilistica con partenza da piazza Vanvitelli, transitando per Frascati, Grottaferrata e arrivo al santuario della Madonna del Tufo di Rocca di Papa.
La Chiesa dei Sacri Cuori di Gesù e Maria è da sempre centro di ritrovo per i giovani del quartiere, i quali praticano Sport e attività ricreative grazie alle strutture della parrocchia. Ospita annualmente i tornei calcistici del quartiere tra quartieri di Vermicino.
Dagli anni '70, con una rinascita negli anni '90 fino al 2014 è stata presente la società polisportiva "A.P. Vermicino" con i colori sociali giallo e verde. Disputava le sue gare casalinghe al campo "Andrea Grossi" di Spinoretico, mentre la sezione pallamano al palazzetto dello sport di via di Vermicino.
A tenere viva la storia di questa storica società c'è l'organizzazione calcistica del "Rione Vermicino", che riacquisendo i colori e i simboli dell'A.P. Vermicino, disputa annualmente il torneo dei rioni di Frascati e organizza i tornei di Vermicino al campo della Parrocchia di Vermicino